# Adolf Kaempffer
Adolf Kaempffer (* 13. Juni 1896 in Oberröblingen; † 5. September 1983 in Göttingen) war ein deutscher Schriftsteller der Kolonialliteratur.

## Leben
Kaempffer war der Sohn eines praktischen Arztes, der ein Parteigänger des Alldeutschen Verbandes war. Dieser kaufte von Hendrik Witbooi die Farm Harubeb im Bezirk Gibeon in Deutsch-Südwestafrika und nannte sie „Deutsche Erde“. 1902 siedelte die ganze Familie nach Deutsch-Südwestafrika über. Dort verlebte Adolf Kaempffer seine Jugend. Am Ersten Weltkrieg nahm er als Freiwilliger der Schutztruppe teil. Danach musste er als ungelernter Handwerker, Viehhändler und Farmverwalter arbeiten; schließlich verdiente er sich seinen Lebensunterhalt auf den Diamantenfeldern.
1929 heiratete er die Pastorentochter Marie Morgenstern, die 1927 aus Deutschland nach Südwestafrika gekommen war. 1930 kehrten sie nach Deutschland zurück, wo er zunächst in verschiedenen Berufen arbeitete, schließlich fand er eine feste Stelle als Mitarbeiter in der Bundesleitung des Reichskolonialbundes in Birkenwerder bei Berlin; später war er Angestellter in Göttingen. Als Herausgeber der Jugendschriftenreihe Deutsche in aller Welt, packende Schicksale aus der Geschichte der deutschen Kolonisation (Erscheinungsverlauf: Neuer Buchverlag, 1937–1938), in der er auch selbst mehrere Erzählungen veröffentlichte, schuf er eine der damals bekanntesten Heftromanserien mit ausschließlich kolonialer Thematik. Fast alle seine Romane tragen autobiographischen Charakter und beschreiben die harten Existenzbedingungen deutscher Farmer in Deutsch-Südwestafrika. Neben Bernhard Voigt gehört er zu den bekanntesten Autoren der „Südwester-Literatur“. Nach dem Zweiten Weltkrieg baute er die Innere Mission im Flüchtlingslager Friedland auf und arbeitete als Fürsorger im Dienst der Evangelischen Kirche.
Zuletzt lebte er als Pensionär in Göttingen.

## Werke
- Farm Trutzberge. Ein deutscher Südwestafrika-Roman. Braunschweig / Berlin / Hamburg 1937.
- Die Farm Deutsche Erde. (Deutsche in aller Welt. Packende Schicksale aus der Geschichte der deutschen Kolonisation, Nr. 21). Dresden 1938.
- Hendrik Witboi auf dem Kriegspfad (Deutsche in aller Welt. Packende Schicksale aus der Geschichte der deutschen Kolonisation, Nr. 24). Dresden 1938.
- Des Ersten Tod ... Geschichte aus dem alten Südwestafrika (Deutsche in aller Welt. Packende Schicksale aus der Geschichte der deutschen Kolonisation, Nr. 28). Dresden 1938.
- Des Zweiten Not ... (Deutsche in aller Welt. Packende Schicksale aus der Geschichte der deutschen Kolonisation, Nr. 29). Dresden 1938.
- Das harte Brot. Die Geschichte einer Familie aus Deutsch-Südwest. Potsdam 1939.
- Ritt gen Mitternacht. Roman aus Deutsch-Südwest-Afrika. Braunschweig / Berlin / Hamburg 1939.
- Das erste Jahr. Roman des kolonialen Morgen. Braunschweig / Berlin / Hamburg 1940.
- Verwegene Farmer in Deutsch-Südwest (Aufwärts-Jugend-Bücherei, Heft 4). Berlin 1940.
- Das erste Jahr. Roman des kolonialen Morgen. Hamburg 1942.
- Lynx, die Rotkatze. Eine Tiergeschichte aus Deutsch-Südwest (Zeltbücherei, 98/99). Potsdam 1942.
- Der Streit am Kokerbaum. Begebnis in Südwest. Hannover 1943.
- Der Tod an der Grenze. Afrikanische Erzählungen (Die Kleine Glockenbücherei, 19. Band). Bayreuth 1943.
- Roiland der Wanderer. Geschichte eines afrikanischen Treckochsen. Bad Godesberg 1950.
- Robert und der Hottentott. Roman. Bad Godesberg 1951.